# Carex sclerocarpa
Carex sclerocarpa là một loài thực vật có hoa trong họ Cói. Loài này được Franch. mô tả khoa học đầu tiên năm 1895.